# Богданово (Бургасская область)
Богданово (болг. Богданово) — село в Болгарии. Находится в Бургасской области, входит в общину Средец. Население составляет 54 человека (2022).

## Политическая ситуация
Кмет (мэр) общины Средец — Тодор Пройков Станчев (Болгарская социалистическая партия (БСП)) по результатам выборов.